# Чрезвычайный суд
Чрезвычайный суд или специальный суд — особые судебные органы, которые учреждаются в исключительных случаях. Судопроизводство в них отличается от обычного и носит карательный характер.
Чрезвычайные суды создаются практически всегда только в особой ситуации внутри государства — при военном или чрезвычайном положении, революции или государственном перевороте. Целью их учреждения является максимально быстрое судопроизводство.
Специальные суды состоят из неправильно отобранных судей, процедура вынесения приговоров принимается с нарушениями. При судопроизводстве в чрезвычайных судах чаще всего пренебрегаются права обвиняемых, поскольку оно носит исключительно карательный характер.
Нередко, но необязательно, приговоры специальных судов обжалованию не подлежат.
Современные военные трибуналы рассматриваются как примеры чрезвычайных судов.
В Конституциях многих стран создание чрезвычайных судов на сегодняшний день запрещено.